# Абел (Дания)
Абел Валдемарсон Датски (на датски: Abel af Danmark; на немски: Abel Valdemarsson; * 1218, † 29 юни 1252, Фризия) от Дом Естридсон, е херцог на Шлезвиг (1232 – 1250) и от 1250 до 1252 г. крал на Дания.

## Живот
Той е вторият син на датския крал Валдемар II († 1241) и втората му съпруга Беренгария Португалска († 1221). Брат е на Ерик IV († 1250), крал на Дания (1241 – 1250), и на Кристоф I († 1259), крал на Дания (1252 – 1259). По-големият му полубрат Валдемар († 1231) е сърегент от 1215 г. и коронован през 1218 г.
Абел става през 1239 г. опекун на Йохан I и Герхард I, двамата малолетни сина на тъста му граф Адолф IV фон Шауенбург и Холщайн.
Абел се бори за датския трон с по-големия му брат Ерик IV, който след смъртта на баща му става крал на 28 март 1241 г. Те водят братска война. След неговата смърт на 1 ноември 1250 г. Абел се възкачва на трона на Дания.
След смъртта на Абел крал става брат му Кристоф I, а синът му Валдемар става херцог на Шлезвиг. Наследниците на Абел управляват херцогството Шлезвиг до измирането им по мъжка линия през 1375 г.
Гробният камък на Абел се намира близо до бароковата градина на дворец Готорп.

## Фамилия
Абел се жени на 25 април 1237 г. за Матилда фон Холщайн или Мехтхилд (* 1225, † ок. 1288 в Кил), дъщеря на граф Адолф IV фон Шауенбург и Холщайн и Хедвиг фон Липе, дъщеря на Херман II фон Липе. Те имат четири деца:
- Валдемар III (* 1238; † 1257), херцог на Шлезвиг 1252 – 1257
- София (* 1240; † сл. 1284), ∞ княз Бернхард I фон Анхалт-Бернбург († 1286/87)
- Ерих I († 1272), херцог на Шлезвиг 1260 – 1272, ∞ Маргарета фон Рюген
- Абел (* 1252; † 1279), господар на Лангеланд 1261 – 1279, ∞ Мехтхилда фон Шверин.

Мехтхилд фон Холщайн се омъжва втори път за Биргер Ярл († 1266) от Швеция.